# Anton Hysén
Anton Hysén (Liverpool, 13 de diciembre de 1990) es un futbolista sueco nacido en el Reino Unido, que juega profesionalmente en la tercera liga sueca, para el equipo Utsiktens BK, donde entrena con su padre Glenn Hysén. Hysén ha jugado anteriormente con la selección nacional sueca sub-17 y jugó de 2007 a 2009 en el BK Häcken, donde, tras diversas lesiones, no pudo jugar con el primer equipo. Anton Hyséns es el hermano menor de los jugadores de fútbol Tobias y Alexander Hysén.

## Vida privada
Nació en Liverpool, Reino Unido. En marzo de 2011, Hysén salió del armario en la revista de fútbol sueca Offside, levantado gran interés en los medios de comunicación internacionales. De esa forma, se convirtió en el primer futbolista profesional en declararse como gay en la historia de su país y de Escandinavia, además de uno de los primeros en el mundo. 
El periódico inglés Daily Mail describió a Hysén como el «primer futbolista famoso sueco que ha salido del armario». En Alemania, la revista de fútbol 11 Freunde publicó un reportaje con el título «Schwul? Na und!» («¿Gay? ¡Y qué!»).
Hysén fue uno de los presentadores del Life Ball en 2011, participando también como modelo.